# Gassen, Stockenboi
Gassen je naselje v Občini Stockenboi v Okraju Beljak-dežela na Koroškem v Avstriji.